# AIMP
آیمپ (به انگلیسی: AIMP، مخفف Artem Izmaylov Media Player، به معنای پخش کننده رسانه ارتم ایزمیلوف)، یک نرم‌افزار رایگان پخش کننده صوت است که توسط ارتم ایزمیلوف و مایک گرین ساخته شده و برای ویندوز و اندروید عرضه شده است. اولین نسخه AIMP با لقب «AIMP کلاسیک» در ۸ اوت ۲۰۰۶ منتشر شد. AIMP در ابتدا بر اساس کتابخانه صوتی باس توسعه یافت.

## ویژگی‌ها
AIMP می‌تواند بسیاری از فایل‌ها را مانندMP3, Advanced Audio Coding (AAC), Dolby AC-3, Ogg Vorbis, Opus, Speex Audio, Apple Lossless, FLAC, WAV and Audio CDs و… را اجرا کند.

## جوایز
- در ۶ سپتامبر سال ۲۰۰۷، Ionut Ilascu، ادیتور سایت سافت پدیا برای برنامهٔ AIMP Classic 2.02 Beta امتیاز ۴ از ۵ داد.[۴]
- در ۶ نوامبر سال ۲۰۰۹، ادیتورهای سایت Cnet نیز امتیاز ۴ از ۵ دادند.[۵]
- در ۲۳ سپتامبر سال ۲۰۱۶، این برنامه در مقاله رده‌بندی بهترین پخش کننده‌های موسیقی رایگان سال ۲۰۱۶ سایت تک ریدار، رده دوم را در کسب کرد.[۶]